# Mistrovství světa v ledním hokeji do 18 let 2023 (Divize II)
Mistrovství světa v ledním hokeji do 18 let 2023 (Divize II) byl mezinárodní turnaj v ledním hokeji hráčů do 18 let, který pořádala Mezinárodní federace ledního hokeje. Turnaj Divize II A představuje čtvrtou úroveň mistrovství světa IIHF do 18 let a turnaj Divize II B představuje pátou úroveň mistrovství světa IIHF do 18 let.

## Skupina A
Turnaj se konal od 9. do 15. dubna 2023 v Bělehradě (Srbsko).

### Účastníci
| Tým            | Kvalifikace                                      |
| -------------- | ------------------------------------------------ |
| Velká Británie | 3. místo v Divizi II - skupina A 2022            |
| Litva          | 4. místo v Divizi II - skupina A 2022            |
| Rumunsko       | 5. místo v Divizi II - skupina A 2022            |
| Srbsko         | Pořadatel, 6. místo v Divizi II - skupina A 2022 |
| Chorvatsko     | 1. místo v Divizi II - skupina B 2022 a postup   |
| Španělsko      | 2. místo v Divizi II - skupina B 2022 a postup   |

### Tabulka
|  | Postupující do Divize I B  |
|  | Sestupující do Divize II B |

| Poř. | Tým            | Z | V | VP | PP | P | GV | GI | +/- | B  |
| ---- | -------------- | - | - | -- | -- | - | -- | -- | --- | -- |
| 1.   | Litva          | 5 | 4 | 1  | 0  | 0 | 22 | 5  | +17 | 14 |
| 2.   | Chorvatsko     | 5 | 4 | 0  | 0  | 1 | 28 | 9  | +19 | 12 |
| 3.   | Velká Británie | 5 | 2 | 1  | 1  | 1 | 14 | 16 | -2  | 9  |
| 4.   | Srbsko         | 5 | 1 | 0  | 1  | 3 | 15 | 24 | -9  | 4  |
| 5.   | Rumunsko       | 5 | 1 | 0  | 1  | 3 | 11 | 29 | -18 | 4  |
| 6.   | Španělsko      | 5 | 0 | 1  | 0  | 4 | 10 | 17 | -7  | 2  |

### Zápasy
| 9. dubna 2023 13:00 | Rumunsko | 3:4 PP (2:2, 0:1, 1:0 - 0:1) | Velká Británie | Pionir Ice Hall, Bělehrad Návštěvnost: 79 |  |
| 10 min              | 10 min   | Tresty                       | 6 min          |                                           |  |
| 30                  | 30       | Střely                       | 25             |                                           |  |

| 9. dubna 2023 16:30 | Španělsko | 2:3 (1:0, 1:1, 0:2) | Chorvatsko | Pionir Ice Hall, Bělehrad Návštěvnost: 96 |  |
| 14 min              | 14 min    | Tresty              | 6 min      |                                           |  |
| 23                  | 23        | Střely              | 44         |                                           |  |

| 9. dubna 2023 20:00 | Litva  | 5:3 (2:0, 2:2, 1:1) | Srbsko | Pionir Ice Hall, Bělehrad Návštěvnost: 486 |  |
| 18 min              | 18 min | Tresty              | 18 min |                                            |  |
| 36                  | 36     | Střely              | 19     |                                            |  |

| 10. dubna 2023 13:00 | Velká Británie | 0:7 (0:0, 0:4, 0:3) | Chorvatsko | Pionir Ice Hall, Bělehrad Návštěvnost: 74 |  |
| 16 min               | 16 min         | Tresty              | 18 min     |                                           |  |
| 38                   | 38             | Střely              | 37         |                                           |  |

| 10. dubna 2023 16:30 | Litva | 6:0 (4:0, 0:0, 2:0) | Rumunsko | Pionir Ice Hall, Bělehrad Návštěvnost: 53 |  |
| 8 min                | 8 min | Tresty              | 12 min   |                                           |  |
| 43                   | 43    | Střely              | 17       |                                           |  |

| 10. dubna 2023 20:00 | Srbsko | 3:4 PP (0:1, 2:1, 1:1 - 0:1) | Španělsko | Pionir Ice Hall, Bělehrad Návštěvnost: 526 |  |
| 24 min               | 24 min | Tresty                       | 28 min    |                                            |  |
| 31                   | 31     | Střely                       | 39        |                                            |  |

| 12. dubna 2023 13:00 | Litva  | 5:0 (2:0, 2:0, 1:0) | Španělsko | Pionir Ice Hall, Bělehrad Návštěvnost: 97 |  |
| 14 min               | 14 min | Tresty              | 12 min    |                                           |  |
| 36                   | 36     | Střely              | 17        |                                           |  |

| 12. dubna 2023 16:30 | Rumunsko | 2:11 (1:4, 1:3, 0:4) | Chorvatsko | Pionir Ice Hall, Bělehrad Návštěvnost: 47 |  |
| 26 min               | 26 min   | Tresty               | 8 min      |                                           |  |
| 21                   | 21       | Střely               | 37         |                                           |  |

| 12. dubna 2023 20:00 | Velká Británie | 6:2 (1:1, 3:0, 2:1) | Srbsko | Pionir Ice Hall, Bělehrad Návštěvnost: 529 |  |
| 10 min               | 10 min         | Tresty              | 10 min |                                            |  |
| 39                   | 39             | Střely              | 41     |                                            |  |

| 13. dubna 2023 13:00 | Chorvatsko | 1:4 (1:2, 0:0, 0:2) | Litva  | Pionir Ice Hall, Bělehrad Návštěvnost: 59 |  |
| 4 min                | 4 min      | Tresty              | 12 min |                                           |  |
| 32                   | 32         | Střely              | 29     |                                           |  |

| 13. dubna 2023 16:30 | Španělsko | 2:3 (1:1, 1:2, 0:0) | Velká Británie | Pionir Ice Hall, Bělehrad Návštěvnost: 74 |  |
| 6 min                | 6 min     | Tresty              | 16 min         |                                           |  |
| 42                   | 42        | Střely              | 26             |                                           |  |

| 13. dubna 2023 20:00 | Srbsko | 6:3 (1:2, 2:0, 3:1) | Rumunsko | Pionir Ice Hall, Bělehrad Návštěvnost: 578 |  |
| 8 min                | 8 min  | Tresty              | 12 min   |                                            |  |
| 27                   | 27     | Střely              | 31       |                                            |  |

| 15. dubna 2023 13:00 | Rumunsko | 3:2 (1:0, 0:1, 2:1) | Španělsko | Pionir Ice Hall, Bělehrad Návštěvnost: 39 |  |
| 10 min               | 10 min   | Tresty              | 6 min     |                                           |  |
| 24                   | 24       | Střely              | 42        |                                           |  |

| 15. dubna 2023 16:30 | Velká Británie | 1:2 PP (0:1, 1:0, 0:0 - 0:1) | Litva | Pionir Ice Hall, Bělehrad Návštěvnost: 56 |  |
| 10 min               | 10 min         | Tresty                       | 8 min |                                           |  |
| 31                   | 31             | Střely                       | 32    |                                           |  |

| 15. dubna 2023 20:00 | Chorvatsko | 6:1 (3:1, 1:0, 2:0) | Srbsko | Pionir Ice Hall, Bělehrad Návštěvnost: 624 |  |
| 22 min               | 22 min     | Tresty              | 45 min |                                            |  |
| 38                   | 38         | Střely              | 19     |                                            |  |

## Skupina B
Turnaj se konal od 27. března do 2. dubna 2023 v Sofii (Bulharsko).

### Účastníci
| Tým        | Kvalifikace                                      |
| ---------- | ------------------------------------------------ |
| Čína       | 2. místo v Divizi II - skupina B 2019            |
| Nizozemsko | 3. místo v Divizi II - skupina B 2022            |
| Bulharsko  | Pořadatel, 4. místo v Divizi II - skupina B 2022 |
| Austrálie  | 5. místo v Divizi II - skupina B 2019            |
| Tchaj-wan  | 1. místo v Divizi III - skupina A 2022 a postup  |
| Belgie     | 2. místo v Divizi III - skupina A 2022 a postup  |

### Tabulka
|  | Postupující do Divize II A  |
|  | Sestupující do Divize III A |

| Poř. | Tým        | Z | V | VP | PP | P | GV | GI | +/- | B  |
| ---- | ---------- | - | - | -- | -- | - | -- | -- | --- | -- |
| 1.   | Nizozemsko | 5 | 5 | 0  | 0  | 0 | 26 | 7  | +19 | 15 |
| 2.   | Čína       | 5 | 4 | 0  | 0  | 1 | 26 | 12 | +14 | 12 |
| 3.   | Tchaj-wan  | 5 | 2 | 0  | 0  | 3 | 16 | 25 | -9  | 6  |
| 4.   | Bulharsko  | 5 | 2 | 0  | 0  | 3 | 12 | 16 | -4  | 6  |
| 5.   | Austrálie  | 5 | 2 | 0  | 0  | 3 | 12 | 20 | -8  | 6  |
| 6.   | Belgie     | 5 | 0 | 0  | 0  | 5 | 8  | 20 | -12 | 0  |